# Jules Perahim

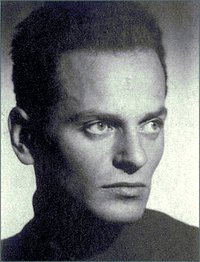
Jules Perahim (ohne Jahr)

Jules Perahim, eigentlich Iuliş Blumenfeld, (* 24. Mai 1914 in Bukarest; † 2. März 2008 in Paris) war ein rumänischer Maler des Surrealismus und des sozialistischen Realismus.

## Leben
Jules Perahim wurde als Iuliş Blumenfeld in eine jüdische Familie geboren. Er lernte bei den rumänischen Avantgardisten Nicolae Vermont und Costin Petrescu und zeichnete  schon mit siebzehn Jahren für die surrealistische Zeitschrift Unu. Er nahm den Künstlernamen Perahim, die hebräische Übersetzung für Blumen, an. Im Jahr 1931 war er an der Herausgabe der Zeitschrift Pulă. Organ Universal beteiligt, bei der schon der Zeitschriftentitel Schwanz einen Skandal erregte, was zu Ermittlungen wegen der Verbreitung von Pornographie führte. Im Februar 1932 organisierte Marcel Janco für ihn die erste Einzelausstellung, die allerdings keine Resonanz fand. Perahim schrieb und zeichnete für progressive Zeitschriften. Seine Zeichnungen und Gemälde aus diesen Jahren kombinieren expressionistische und surrealistische Elemente mit filigranen Details in fantastischer  Landschaft. Perahim war Mitglied der schon seit 1924 illegalen kommunistischen Partei. Seine plakativ gehaltenen, antifaschistischen Bilder stellte er 1936 in Bukarest und Brașov aus, was die Eiserne Garde auf den Plan rief. 1938 zeigte er Bilder bei John Heartfield in Prag.
Perahim war seit 1938 durch die Übernahme der deutschen Rassegesetze in Rumänien als Jude gefährdet, weshalb er, zudem voller Idealismus, 1939 oder 1940 in die Sowjetunion floh. Im Kaukasus musste er in einem Lager arbeiten. In sowjetischer Armeeuniform kehrte er im August 1944 nach Bukarest zurück.
In der Sozialistischen Republik Rumänien wurde als Parteidoktrin der Sozialistische Realismus in allen Sparten der Kunst verordnet. Perahim entzog sich nicht und passte sich dem in seiner Arbeit  als Buchillustrator und Bühnenbildner an. Er erhielt eine Professur am Bukarester Theaterinstitut und war Redakteur der Zeitschrift Arta plastică. Als sich 1969 eine Gelegenheit ergab, flüchtete er aus Rumänien und ging nach Paris, wo er seine surrealistische Malweise wieder aufnahm. Er starb dort als letzter Maler aus der Generation der Surrealisten.
Perahim  war mit der Schauspielerin Agnia Bogoslava und in zweiter Ehe mit Marina Vanci verheiratet.

## Schriften, Illustrationen und Ausstellungen (Auswahl)
- Nina Cassian: Nică fără frică. Illustrationen: Jules Perachim. Bucureşti : Ed. Tineretului, 1953
  - Nina Cassian: Niki, der Tapfere. Dt. Nachdichtg: Else Kornis. Illustrationen: Jules Perachim. Bukarest : Verl. f. fremdsprachige Literatur, 1958
- Gellu Naum: Poem despre tinereţea noastra. Illustrationen: Jules Perachim. Bucureşti : Ed. Tineretului 1960
- Tudor Arghezi: Stihuri pestrite. Illustrationen: Jules Perachim. Bucureşti : Ed. Tineretului 1960
- Gellu Naum: Soarele calm. Illustrationen: Jules Perachim. Bucureşti : Ed. p. lit 1961
- Mihai Eminescu: Poezii. Illustrationen: Jules Perachim. Bucureşti : Ed. Tineretului 1961
- (Hrsg.): Kämpferische Grafik in Rumänien - Grafica militantǎ romîneascǎ. Bukarest : Editura Meridiane, 1963
- Alexandru Macedonski: Poema rondelurilor. Illustrationen: Jules Perachim. Bucureşti : Ed. p. lit 1968
- René Crevel: Illustrationen: Jules Perachim. Paris : Europe 1985
- Estelle Pietrzyk: Perahim. La Parade Sauvage, 15. November 2014 – 8. März 2015 im Museum für moderne und zeitgenössische Kunst Straßburg (MAMCS)